# Александровский сельсовет (Александровский район, Оренбургская область)
Алекса́ндровский сельсове́т — сельское поселение в Александровском районе Оренбургской области Российской Федерации.
Административный центр — село Александровка.

## История
Статус и границы сельского поселения установлены Законом Оренбургской области от 9 марта 2005 года № 1892/320-III-ОЗ «О муниципальных образованиях в составе муниципального образования Александровский район Оренбургской области»

## Население
| 2010  | 2012  | 2013  | 2014  | 2015  | 2016  | 2017  |
| ----- | ----- | ----- | ----- | ----- | ----- | ----- |
| 4430  | ↗4445 | ↗4464 | ↗4467 | ↗4486 | ↗4560 | ↘4556 |
| 2018  | 2019  | 2020  | 2021  |       |       |       |
| ↘4542 | ↗4568 | ↘4562 | ↘4546 |       |       |       |

## Состав сельского поселения
| № | Населённый пункт | Тип населённого пункта       | Население |
| - | ---------------- | ---------------------------- | --------- |
| 1 | Александровка    | село, административный центр | ↗4185     |
| 2 | Буранный         | посёлок                      | 266       |
| 3 | Подгорный        | посёлок                      | 176       |